# Liste von Fachwirtberufen
Die nachfolgend angeführte Liste von Fachwirtberufen gibt einen Überblick über in Deutschland zur Verfügung stehende Fachwirtberufe.

## Liste
- Automobilfachwirt
- Bankfachwirt
- Baufachwirt
- Direktmarketingfachwirt
- Energiefachwirt
- Fachagrarwirt
- Fachwirt Call-Center
- Fachwirt Controlling
- Fachwirt Erziehungswesen
- Fachwirt Facility Management (GEFMA)
- Fachwirt Facility Management (IMB)
- Fachwirt Finanzierung
- Fachwirt für ambulante medizinische Versorgung
- Fachwirt für den Bahnbetrieb
- Fachwirt für Büro- und Projektorganisation[1]
- Fachwirt für die Alten- und Krankenpflege
- Fachwirt für Einkauf[2]
- Fachwirt für Finanzberatung
- Fachwirt für Fitness und Gesundheit[3]
- Fachwirt für Gebäudemanagement (HWK)[4]
- Fachwirt für Logistiksysteme
- Fachwirt für Marketing, vorher Fachkaufmann ...
- Fachwirt für Prävention und Gesundheitsförderung
- Fachwirt für Versicherungen und Finanzen
- Fachwirt im Gastgewerbe
- Fachwirt im Sozial- und Gesundheitswesen
- Fachwirt Online-Marketing
- Fachwirt Organisation
- Fachwirt Personal-/Rechnungswesen
- Fachwirt Public Relations (einzig die IHK zu Köln prüft einmal im Jahr)
- Fitnessfachwirt
- Handelsfachwirt
- Immobilienfachwirt
- Industriefachwirt
- Investment-Fachwirt
- Justizfachwirt
- Medienfachwirt
- Musikfachwirt
- Rechtsfachwirt
- Sportfachwirt
- Steuerfachwirt
- Technischer Fachwirt
- Tourismusfachwirt
- Veranstaltungsfachwirt
- Verkehrsfachwirt
- Verlagsfachwirt
- Versicherungsfachwirt
- Verwaltungsfachwirt
- Werbefachwirt
- Wirtschaftsfachwirt